# Databasic
Le DataBasic, développé par Charles Bachman, est un produit qui permet au langage Basic d'avoir accès à la base de données et qui est utilisé par le système Pick et les SGBDR Multivalués apparentés. Le DataBasic est présent dans toutes les implémentations de Pick et seules des différences mineures séparent les différents DataBasic : IN-Basic (IN-Pick), Universe-basic (IBM), Pick-basic (Raining Data), Qmbasic (openQM) et Rbasic (advance-revelation).

## Quelques instructions spécifiques du Databasic
- COUNT ('chaîne1','chaîne2')  retourne le nombre d'occurrences de la chaîne 2 dans la chaîne 1.
- DCOUNT ('chaîne1','chaîne2') retourne le nombre d'occurrences du délimiteur spécifié en chaîne 2 dans la chaîne 1.
- EXTRACT ('chaîne', attr, value, subvalue) renvoi l'item défini par les valeurs attribue valeur et sous-valeur.
- INSERT (tableau dynamique, champ {, valeur {, sous-valeur}} , chaine) ajoute un champ, valeur ou sous-valeur dans un tableau dynamique.
- REPLACE(tableau dynamique, champ {, valeur {, sous-valeur}} , chaine) remplace un champ, valeur ou sous-valeur dans un tableau dynamique et renvois le résultat
- LOCATE (chaine, tableau dynamique, champ {, valeur {, sous-valeur}} {; ordre}) : utilisé comme fonction, retourne la position d'un champ, valeur ou sous-valeur dans un tableau dynamique.